# وزارت مالیه افغانستان
وزارت مالیهٔ امارت اسلامی افغانستان ترتیب و تطبیق بودجه، جمع‌آوری مالیه، تنظیم و کنترل مصارف و تادیات دولت و تنظیم امور گمرکی را به عهده دارد. در حال حاضر هدایت‌الله بدری سرپرست وزارت مالیهٔ افغانستان می‌باشد.

## تاریخچه
در عصر سلطنت احمدشاه درانی در افغانستان برای امور مالی اهمیت بیشتری قائل شدند و برای نخستین‌بار در سال ۱۱۴۰ ه‍.ش در کنار سایر تشکیلات دولت شعبه‌ای بنام همایون اعلی (وزارت مالیهٔ امروزی) تأسیس شد و متصدی این امور سردار عبدالله خان پوپلزی که بنام دیوان بیگی یاد می‌شد مقرر گردیده و لقب دیوان بیگی با گذشت زمان به مستوفی‌الممالک تبدیل شد و صلاحیت وی به اندازهٔ صلاحیت وزیر مالیهٔ امروزی بود. مستوفی‌الممالک با قدرت امریهٔ خود سایر امور مالی و حسابی ولایات را وحدت و انسجام داده مراقبت و نظارت عمومی را بدوش داشت.
در سال ۱۲۹۸ ه‍.ش پس از حصول استقلال افغانستان، دوران حیات نوین افغانستان آغاز گشت و در همین زمان تشکیلات سیاسی، سیستم حکومتی، نظام اداری و سیاست خارجی اساس گذاشته شد و اصلاحات در عرصهٔ بهبود وضع مالی و اقتصادی، عرفانی و مدنی آغاز شد. در این سال‌ها تشکیلات دفاعی و امنیتی، تعمیم معارف و امور صحی، مخابرات و مواصلات، اصلاح زراعت و آبیاری و تأسیس فابریکات، استخراج معادن، توسعهٔ تجارت، ایجاد بانک‌های مرکزی و سایر بانک‌ها، تصدی‌های دولتی و خصوصی آغاز یافت.
پیش از دوران استقلال منابع مالی دولت را قسماً مالیات مستقیم زمین، آسیاب، پایکوب، جواز اصناف، مالیهٔ دودی، سرانه، جزیهٔ مذهبی، مالیهٔ چهل و یک و ذکات اموال، مواشی، صکوک و امثال آن و مالیات غیر مستقیم را مالیات گمرکی به نام وجوهات تشکیل می‌داد. به علاوه اشکال دیگر آن عبارت از بیگار، خدمات جسمی، غنیمت، خراج و مصادره و امثال آن بود.
در مالیات غیرمستقیم افزون‌بر مالیهٔ گمرکی، مالیات حق‌الانحصار، مالیه بر فروش بعضی از مواد استهلاکی، مالیات بر ارزها و امثال آن نیز وضع گردید. مالیهٔ گمرکی به نام وجوهات تحصیل می‌شد و گمرک به نام چبوتره یاد می‌شد. تحصیل این مالیه به صورت نقد و جنس صورت می‌گرفت.
پیش از ۱۲۸۹ حسابات دولت شکل بسیط داشت و عبارت از دفاتر روزنامچه و اوارچه بود که به رقوم و سیاق ترتیب می‌شد. نظام بودجه در آن هنگام وجود نداشت. در سال ۱۲۹۹ اصول دفتری ایجاد شد. اصول دفتر صورت مضاعف کامل نداشت و مطابق شرایط و نیاز آن زمان بود. تا سال ۱۳۰۳ بر اساس این اصول حسابات سال تمام با اسناد آن در پایتخت تمرکز می‌یافت.
در سال ۱۳۰۳ اصول شهریه جانشین اصول دفتری شد. بر مبنای آن ترتیب اسناد و حسابات به شکل ماهوار شد. در سال ۱۳۱۵ به مشورهٔ ژینومانچولی ایتالیایی، تحولاتی در سیستم محاسبهٔ دولت وارد آمد. ترتیب اسناد به شعب اجرائیه و کنترل و محاسبهٔ آن به دوایر محاسبه محول شد.
پس از حصول استقلال تشکیلات اداری افغانستان تعدیل گردید. در آغاز برای پیشبرد امور نهادهایی به نام نظارت و وزارت تأسیس گردید. یکی از این نهادها وزارت مالیه بود. نمایندگی‌های آن در مرکز و ولایات تشکیل گردید. نمایندگی‌های مالی در ولایات، نایب‌الحکومه و مستوفیت‌ها بود. در محلات مأموریت مالیه تعیین گردید.
از سال ۱۲۹۸ خورشیدی بدین سوی در تشکیلات اداری دولت‌های افغانستان یعنی یکصد سال پیش از امروز جایگاه خود را تحت عنوان وزارت مالیه داشته و ذوات محترم ذیل در دوره‌های مختلف به حیث وزیر مالیه، قانون‌ساز، مراقبت، نظارت و استقامت‌دهی کلیهٔ مسائل مربوط به امور مالی دولت را به عهده گرفته‌اند.

## تشکیلات
ساختار تشکیلاتی وزارت مالیه متشکل از مقام وزارت، معین اداری، معین مالی، معین عواید و گمرکات و معین پالیسی می‌باشد. هر یک از معینان ریاست‌های مشخصی را رهبری و اداره می‌نمایند.
لایحهٔ وظایف و پلان‌های استراتژیک هر ریاست در زیر نام هر یک تشریح شده‌است. وزارت مالیه جمعاً دارای ۱۳ ریاست می‌باشد که در پایین ذکر گردیده‌است:
1. ریاست دفتر
2. ریاست عمومی امور اداری
3. ریاست عمومی بودجه
4. ریاست عمومی اجرایوی امور پالیسی‌ها
5. ریاست عمومی تطبیق استراتژیک
6. ریاست عمومی املاک
7. ریاست عمومی عواید
8. ریاست عمومی گمرکات
9. ریاست عمومی خزاین
10. ریاست عمومی تفتیش، بررسی و ارزیابی
11. ریاست منابع بشری
12. ریاست تصدی‌ها
13. ریاست امور بیمه

هر ریاست فعالیت‌های خود را طبق پلان استراتژیک وزارت مالیه به پیش می‌برد که استراتیژی انکشاف ملی افغانستان در آن قدم به قدم تطبیق می‌شود.
ریاست‌های عمومی به ریاست‌های دیگر تقسیم شده‌است:
- ریاست دفتر: مطبوعات، تشریفات، تحریرات، مشاورین حقوقی، آرشیف، ترجمان‌ها، جندر و دفتر ضد فساد اداری.
- ریاست عمومی گمرکات: ریاست پلان و ریفورم گمرکات و ریاست تکنیکی گمرکات.
- ریاست عمومی عواید: ریاست مالیه‌دهندگان بزرگ، ریاست پالیسی و حقوقی عواید، ریاست پلان و ریاست عواید کابل.
- ریاست عمومی خزاین: ریاست سیستم‌های انکشافی، ریاست مالی و ریاست تادیات.
- ریاست عمومی بودجه: ریاست هماهنگی کمک‌ها و ریاست اجرایوی بودجه.
- ریاست اداری: ریاست تهیه و خدمات عامه، ریاست مالی و حسابی و ریاست تکنالوجی معلوماتی.
- ریاست عمومی تصدی: ریاست پالیسی و هماهنگی، ریاست بررسی مالی و ریاست خصوصی‌سازی.
- ریاست املاک: ریاست تکنیکی
- ریاست منابع بشری: روابط مأمورین، آموزش و انکشاف، سوانح، استخدام و تشکیل.
- ریاست بیمه: ریاست امور بیمه‌ها.
- تفتیش، بررسی و ارزیابی: ریاست تفتیش شکایات، ریاست تفتیش بودجه و خزاین و ریاست تفتیش عواید.
- ریاست عمومی اجرایوی امور پالیسی‌ها: برنامهٔ همکاری تکنیکی ملکی (CTAP) و ریاست نظارت و بررسی پالیسی‌ها.
- ریاست عمومی تطبیق استراتژیک: ریاست استراتیژی انکشاف ملی افغانستان (ANDS).

## وزیرها
| شماره                                | تصویر | وزیر                | تصدی       | مدت   | حزب   | رئیس‌جمهور          |
| ------------------------------------ | ----- | ------------------- | ---------- | ----- | ----- | ------------------ |
| جمهوری اسلامی افغانستان (۲۰۰۱–اکنون) |       |                     |            |       |       |                    |
| ۱                                    |       | هدایت امین ارسلا    | ۲۰۰۱ ۲۰۰۲  | ۱ سال | مستقل | حامد کرزی          |
| ۱                                    |       | اشرف غنی            | ۲۰۰۲ ۲۰۰۴  | ۲ سال | مستقل | حامد کرزی          |
| ۱                                    |       | عمر زاخیلوال        | ۲۰۰۹ ۲۰۱۵  | ۶ سال | مستقل | حامد کرزی اشرف غنی |
| ۱                                    |       | اکلیل احمد حکیمی    | ۲۰۱۵ ۲۰۱۸  | ۶ سال | مستقل | اشرف غنی           |
| ۱                                    |       | محمد قیومی          | ۲۰۱۸ ۲۰۲۰  | ۲ سال | مستقل | اشرف غنی           |
| ۱                                    |       | عبدالهادی ارغندیوال | ۲۰۲۰ ۲۰۲۱  | ۱ سال | مستقل | اشرف غنی           |
| ۱                                    |       | خالد پاینده         | ۲۰۲۱ اکنون |       | مستقل | اشرف غنی           |